# Ipomoea magniflora
Ipomoea magniflora är en vindeväxtart som beskrevs av O'donell. Ipomoea magniflora ingår i släktet praktvindor, och familjen vindeväxter. Inga underarter finns listade i Catalogue of Life.